# XCOPY
XCOPY – polecenie pozwalające kopiować plik i/lub niepuste foldery do innego folderu niż aktualny.
Polecenie używane w systemiach Windows oraz w środowisku DOS, oraz MS-DOS.

## Parametry polecenia[2]
| Parametr                                          | Opis |
| ------------------------------------------------- | --- |
| <Source>                                          | Wymagane <źródło>. Określa lokalizację i nazwy plików do skopiowania. Ten parametr musi zawierać literę dysku i/lub ścieżkę. |
| [<Destination>]                                   | Określa <miejsce docelowe> plików do skopiowania. Ten parametr może zawierać literę dysku z dwukropkiem, nazwę ścieżki, nazwę pliku lub ich kombinację. |
| /w                                                | Wyświetla następującą wiadomość i czeka na odpowiedź użytkownika przed rozpoczęciem kopiowania plików: Press any key to begin copying file(s) – Naciśnij dowolny klawisz aby rozpocząć kopiowanie pliku(ów) |
| /p                                                | Wyświetla komunikat o potwierdzenie skopiowania każdego pliku docelowego. |
| /c                                                | Ignoruje błędy. |
| /v                                                | Weryfikuje każdy plik zapisywany w miejscu docelowym aby mieć pewność, że pliki w miejscu docelowym są identyczne jak te w źródle. |
| /q                                                | Pomija wyświetlanie komunikatów xcopy. |
| /f                                                | Wyświetla źródło i miejsce docelowe oraz nazwy plików przed rozpoczęciem kopiowania. |
| /l                                                | Generuje listę plików do skopiowania ale nie dokonuje kopiowania. |
| /g                                                | Tworzy odszyfrowane pliki docelowe jeśli miejsce docelowe nie wspiera szyfrowania encryption. |
| /d [:MM-DD-YYYY]                                  | Kopiuje tylko te pliki źródłowe, które zostały zmodyfikowane tej samej daty lub później. Jeśli nie dołączy się wartości DD-MM-RRRR, xcopy skopiuje wszystkie pliki z katalogu źródłowego, które są nowsze niż istniejące pliki w katalogu docelowym. Ten parametr pozwala aktualizować pliki, które uległy zmianie. |
| /u                                                | Kopiuje pliki ze źródła, tylko te, które istnieją w miejscu docelowym. |
| /i                                                | Jeśli źródło jest katalogiem lub zawiera symbole specjalne, a miejsce docelowe nie istnieje, xcopyzakłada, że miejsce docelowe określa nazwę katalogu i tworzy nowy katalog. Następnie, xcopy kopiuje wszystkie określone pliki do nowego katalogu. Domyślnie, xcopy wyświetla komunikat aby określić czy miejsce docelowe jest plikiem czy katalogiem. |
| /s                                                | Kopiuje katalogi i podkatalogi, chyba że są puste. Jeśli pominiemy parametr /s, xcopy zadziała w zakresie jednego katalogu. |
| /e                                                | Kopiuje wszystkie katalogi, nawet jeśli są puste. Parametru /e można użyć również w połączeniu z /s oraz /t. |
| /t                                                | Kopiuje strukturę podkatalogów (tj. jedynie drzewa), nie plików. Aby skopiować puste katalogi, należy dodać parametr /e. |
| /k                                                | Kopiuje pliki i zachowuje atrybut tylko do odczytu w plikach, w miejscu docelowym destination files jeśli są obecne w plikach źródłowych. Domyślnie, xcopy usuwa atrybut tylko do odczytu. |
| /r                                                | Kopiuje pliku tylko do odczytu. |
| /h                                                | Kopiuje pliki z ukrytymi i systemowymi atrybutami. Domyślnie, xcopy nie kopiuje ukrytych oraz systemowych plików. |
| /a                                                | Kopiuje tylko te pliki ze źródła, które mają ustawione archiwalne atrybuty pliku. Parametr /a nie modyfikuje the archiwalnego atrybutu pliku źródłowego. |
| /m                                                | Kopiuje pliki ze źródła, które mają ustawione archiwalne atrybuty pliku. W przeciwieństwie do parametrów /a oraz /m wyłącza archiwalne atrybuty plików określonych w źródle. |
| /n                                                | Tworzy kopie używając krótkich nazw plików i słowników systemu plików NTFS. Parametr /n jest wymagany podczas kopiowania plików i katalogów z woluminu NTFS na wolumin FAT lub jeśli jest wymagana konwencja nazw plików systemu FAT (tj. 8.3 znaki) są wymagane na systemie plików w miejscu docelowym. Docelowymi systemami plików mogą być FAT lub NTFS. |
| /o                                                | Kopiuje informacje o właścicielu oraz listę discretionary access control list (DACL). |
| /x                                                | Kopiuje ustawienia audytu plików i informacje o liście kontroli dostępu do systemu (ang. system access control list (SACL)) (sugeruje użycie parametru /o). |
| /exclude:FileName1[+[FileName2]][+[FileName3]( )] | Określa listę plików. Należy określić co najmniej jeden plik. Każdy plik będzie zawierał ciągi wyszukiwania, przy czym każdy ciąg będzie umieszczony w osobnej linii pliku. Jeśli którykolwiek z ciągów wyszukiwanie pasuje do dowolnej części ścieżki bezwzględnej pliku, który ma zostać skopiowany, to taki plik nie zostanie skopiowany. Na przykład określenie ciągu obj spowoduje wykluczenie wszystkich plików znajdujących się w katalogu obj lub wszystkich plików z rozszerzeniem .obj. Na przykład określenie ciągu znaków obj pominie wszystkie pliki znajdujące się w katalogu obj lub pliki z rozszerzeniem .obj. |
| /y                                                | Pomija komunikat o potwierdzenie zamiaru nadpisania istniejącego pliku docelowego. |
| /-y                                               | Wyświetla komunikat o potwierdzenie zastąpienia istniejącego pliku docelowego. |
| /z                                                | Kopiuje przez sieć w trybie restartowania. |
| /b                                                | Kopiuje link symboliczny zamiast plików. Ten parametr został dodany wraz z systemem Windows Vista. |
| /j                                                | Kopiuje pliki bez buforowania. Wymagane dla bardzo dużych plików. Parametr został dodany dla systemu Windows Server 2008 R2. |
| /compress                                         | Wymaga kompresji sieciowej podczas transferu pliku. |

## Przykłady użycia[2]
Kopiuje wszystkie pliki, katalogi oraz podkatalogi (wraz z pustymi katalogami) z dysku A na dysk B:
```
XCOPY A: B: /s /e

```

Tym razem kopiuje także ukryte pliki oraz pliki systemowe:
```
XCOPY A: B: /s /e /h

```

Aby uzyskać listę plików do skopiowania przez poprzednie polecenie (bez samego kopiowania plików):
```
XCOPY \rawdata \reports /d:12-29-1993 /l 
>
 xcopy.out

```

Aby skopiować katalog \Customer wraz ze wszystkimi podkatalogami do katalogu sieciowego \\Public\Address na dysku H, zachowując tylko do odczytu i wyświetlając komunikat, gdy zostanie utworzony nowy plik na dysku H:
```
XCOPY \customer H:\public\address /s /e /k /p

```